# Vredeskoers

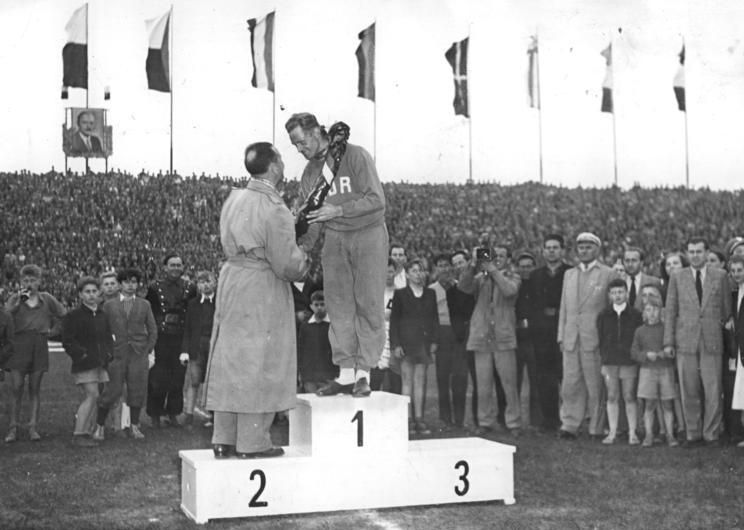
G.A. Schur, winnaar in 1955

De Vredeskoers (Duits: Internationale Friedensfahrt, Tsjechisch: Závod Míru, Pools: Wyścig Pokoju, internationaal: Course de la Paix) was een wielerkoers die jaarlijks werd verreden in Polen, Tsjechië en vanaf 1950 (Oost-)Duitsland.
De wedstrijd werd in 1948 voor het eerst georganiseerd en was tijdens de Koude Oorlog de oostblok-tegenhanger van de Ronde van Frankrijk. Beeldmerk was de Vredesduif, zoals weergegeven door Pablo Picasso op zijn schilderij La Paloma (1949). 
De wedstrijd, die traditioneel de drie hoofdsteden Praag, Warschau en, vanaf 1950, (Oost-)Berlijn aandeed was de belangrijkste wedstrijd voor amateurs, voor wie ze alleen toegankelijk was. De wedstrijd werd meestal, maar niet altijd, gewonnen door oostblokrenners. De Nederlander Piet Damen en de Belg Marcel Maes zijn enige winnaars uit de Lage Landen.
De laatste jaren was de wedstrijd ook voor professionals toegankelijk. In 2005 kwam de wedstrijd op de kalender van de UCI Europe Tour, het Europese continentale circuit, deze editie werd afgelast. De editie van 2006 is de enige die van deze competitie deel uitmaakte.
De Duitser Steffen Wesemann is recordwinnaar van de Vredeskoers. Hij won hem vijf keer, in 1992, 1996, 1997, 1999 en 2003.

## Lijst van winnaars
¹: in 1948 werden er twee edities van de Vredeskoers georganiseerd: een van Warschau naar Praag en één in omgekeerde richting.

### Meervoudige winnaars
| Overwinningen | Renner                   | Land                           | Jaren                        |
| ------------- | ------------------------ | ------------------------------ | ---------------------------- |
| 5             | Steffen Wesemann         | Duitsland                      | 1992, 1996, 1997, 1999, 2003 |
| 4             | Ryszard Szurkowski       | Polen                          | 1970, 1971, 1973, 1975       |
| 4             | Uwe Ampler               | Duitse Democratische Republiek | 1987, 1988, 1989, 1998       |
| 2             | Gustaf-Adolf Schur       | Duitse Democratische Republiek | 1955, 1959                   |
| 2             | Sergej Soechoroetsjenkov | Sovjet-Unie                    | 1979, 1984                   |
| 2             | Olaf Ludwig              | Duitse Democratische Republiek | 1982, 1986                   |

### Overwinningen per land
| Overwinningen | Land                                              |
| ------------- | ------------------------------------------------- |
| 12            | Duitse Democratische Republiek                    |
| 9             | Sovjet-Unie                                       |
| 8             | Polen                                             |
| 7             | Tsjechië, Duitsland                               |
| 5             | Denemarken                                        |
| 3             | Joegoslavië                                       |
| 2             | Frankrijk, Italië                                 |
| 1             | België, Bulgarije, Verenigd Koninkrijk, Nederland |

## Boeken
- K. Małcużyński, Zygmund Weiss : Kronika wielkiego wyścigu, Ksiażka i wiedza, Warszawa, 1952
- Adolf Klimanschewsky: Warschau-Berlin-Prag. Ein Erlebnisbericht von der Friedensfahrt 1952. Sportverlag, Berlin, 1953.
- Brigitte Roszak/Klaus Kickbusch (Redaktion): Friedensfahrt. Sportverlag, Berlin, 1954.
- VII. Internationale Friedensfahrt. Volkskunstverlag Reichenbach, 1955.
- VIII. Wyscig Pokoju, Zavod Miru, Friedensfahrt. Verlag: Sport i Turystika, Warszawa 1955.
- Horst Schubert: Etappengefüster. Sportverlag, Berlin, 1956.
- Horst Schubert u.a.:Jedes Jahr im Mai. Sportverlag, Berlin, 1957.
- Herbert Kronfeld: Zwischen Start und Ziel. Sportverlag, Berlin, 1957.
- Egon Lemke: Giganten der Pedale. Verlag Junge Welt, Berlin, 1958.
- Autorenkollektiv: Friedensfahrt. Sportverlag, Berlin, 1962.
- Klaus Ullrich: Friedensfahrtanekdoten. Hrsg.: Organisationsbüro der Internationalen Friedensfahrt, Berlin 1962
- Klaus Ullrich: In der Spitzengruppe. Hrsg.: DTSB, Berlin, 1962
- Klaus Ullrich: Kluge Köpfe - schnelle Beine. Sportverlag, Berlin, 1963.
- Alles über alle Friedensfahrer. Verlag Neues Deutschland, Berlin, 1964.
- Täves Friedensfahrtlexikon. Verlag Neues Deutschland, Berlin, 1965.
- Klaus Ullrich (Hrsg.): Fahrt der Millionen. Sportverlag, Berlin, 1967.
- Trzdziesci lat Wyscigu Pokoju. Krajowa Agencja Wydawnicza, Warszawa, 1977.
- Klaus Ullrich: Die große Fahrt. Sportverlag, Berlin, 1977.
- Günter Teske: Das gelbe Trikot. Verlag Neues Leben, Berlin, 1981.
- Klaus Ullrich: Jedes Mal im Mai, Sportverlag, Berlin, 1986, ISBN 3-328-00177-8
- Ulf Harms: Der verschwundene Friedensfahrer. Militärverlag der DDR, Berlin, 1987, ISBN 3-327-00433-1.
- Jiri Cerny, Ladislav Sosenka, Jaroslav Stanek: Zavod Miru. Verlag Olympia, Prag, 1987.
- Gustav-Adolf Schur (Hrsg.): Friedensfahrt, Spotless-Verlag, Berlin, 1995, ISBN 3-928999-47-8.
- Tilo Köhler: Der Favorit fuhr Kowalit: Täve Schur und die Friedensfahrt. Gustav Kiepenheuer Verlag, 1997, ISBN 3-378-01015-0.
- Manfred Hönel/Olaf Ludwig: 100 Highlights Friedensfahrt. Sportverlag, Berlin,1997, ISBN 3-328-00717-2.
- Maik Märtin: 50 Jahre Course de la Paix, Agentur Construct, Leipzig, 1998 (geen ISBN).
- Klaus Ullrich Huhn: Die Geschichte der Friedensfahrt. Spotless-Verlag, Berlin, 2001, ISBN 3-933544-52-1.
- Bogdan Tuszynski/ Daniel Marszalek: Wyscik Pokoju 1948-2001, Verlag FDK Warszawa, Warszawa, 2002, ISBN 83-86244-33-X
- Andreas Ciesielski: Das Wunder von Warschau, Scheunen-Verlag, Kückenshagen, 2005, ISBN 3-934301-83-5
- Alan Buttler/Klaus Huhn: Wie die Friedensfahrt "ausgegraben" wurde, NORA Verlagsgemeinschaft Dyck & Westerheide, Berlin, o.J., ISBN 978-3-86557-301-8
- Rainer Sprehe: Alles Rower? Ein Wessi auf Friedensfahrt. Covadonga-Verlag, Bielefeld 2012, ISBN 978-3-936973-70-9
- Peter Zetzsche: Friedensfahrt und Tour de France. Emil Reinecke, Eigenverlag, Einbeck, o.J.
- Radsportmuseum Course de la Paix 2007 - 2012. Hrsg.: Verein "Radfreizeit, Radsportgeschichte und Friedensfahrt e.V., Kleinmühlingen, 2012
- Steven Bulté: Vredeskoers. De ronde van de witte duif. Ertsberg, 2023, ISBN 978-9-464369-89-2

2005 · 
2006 · 
2007 · 
2008 · 
2009 · 
2010 · 
2011 · 
2012 · 
2013 · 
2014 · 
2015 · 
2016 · 
2017 ·
2018 ·
2019 ·
2020 ·
2021 ·
2022 ·
2023 ·
2024 ·
2025
Belangrijkste etappewedstrijden

Internationaal Wegcriterium · Driedaagse Brugge-De Panne · Ronde van de Alpen · Vierdaagse van Duinkerke · Ronde van Beieren · Ronde van Noorwegen · Ronde van België · Ronde van Luxemburg · Ronde van Oostenrijk · Ronde van Wallonië · Ronde van Burgos · Ronde van Denemarken · Arctic Race of Norway · Ronde van Groot-Brittannië
Belangrijkste eendaagse wedstrijden

Trofeo Laigueglia · GP Lugano · GP Nobili Rubinetterie · Dwars door Vlaanderen · Scheldeprijs · Brabantse Pijl · GP Kanton Aargau · Brussels Cycling Classic · GP Fourmies · Primus Classic Impanis-Van Petegem · Ronde van de Drie Valleien · Milaan-Turijn · Ronde van Piemonte · Ronde van het Münsterland · Ronde van Emilia · Parijs-Tours · GP Bruno Beghelli